# وادي غران
غران أو وادي رهاط، واد يقع بين خليص وعسفان في منطقة مكة المكرمة.

## ما ذكره المؤرخون
قال ابن هشام
غزوه بنی لحیان:قال ابن إسحاق: ثم أقام رسول الله ﷺ بالمدينة ذا الحجة والمحرم وصفر وشهري ربيع، وخرج في جمادى الأولى على رأس ستة أشهر من فتح قريظة إلى بني لحيان يطلب بأصحاب الرجيع خبيب وأصحابه، وأظهر أنه يريد الشام ليصيب من القوم غرة.
قال ابن إسحاق: فسلك على غراب، جبل بناحية المدينة على طريقه إلى الشام، ثم على محيص، ثم على البتراء، ثم صفق ذات اليسار، فخرج على بين، ثم على صخيرات اليمام، ثم استقام به الطريق على المحجة من طريق مكة، فأغذ السير سريعا، حتى نزل على غُرَانَ، وهي منازل بني لحيان، وغران واد بين أمج وعسفان، إلى بلد يقال له: ساية، فوجدهم قد حذروا وتمنعوا في رءوس الجبال. فلما نزلها رسول الله ﷺ وأخطأه من غرتهم ما أراد، قال : لو أنا هبطنا عسفان لرأى أهل مكة أنا قد جئنا مكة، فخرج في مئتي راكب من أصحابه حتى نزل عسفان، ثم بعث فارسين من أصحابه حتى بلغا كراع الغميم، ثم كر وراح رسول الله ﷺ قافلا.
قال البکري الأندلسي
بضم أوّله، وتخفيف ثانيه، على وزن فعال: موضع بناحية عسفان، ينزله بنو سراقة بن معتمر، من بنى عدىّ بن كعب، ولهم بها أموال كثيرة. وقال الأصمعىّ: هو ببلاد هذيل بعسفان، وقد رأيته، وأنشد لأبى جندب:
قال أبو الفتح غرانفعال من الغرين، والغرين و الغريل: هو الطين ينضب عنه الماء، فيجفّ في أسفل الغدير، ويتشقق، قال كثيّر:
قال ابن إسحاقغران: واد بين أمج وعسفان، يمتدّ إلى ساية، وهو منازل بنى لحيان؛ وإليه انتهى رسول اللّه ﷺ في غزوته بعد فتح بنى قريظة يريد بنى لحيان، يطلب بأصحاب الرجيع، فسلك على غراب: جبل بناحية المدينة على طريق الشام، ثم على محمض، ثم على البتراء، ثم صفّق على ذات اليسار، فخرج على يين، ثم على صخيرات اليمام، ثم استقام به الطريق، فأغذّ السّير حتى نزل غران، فوجد بنى لحيان قد حذروا وامتنعوا في الجبال.
قال الحازمی الهمدانی
(بضمّ الغين وتخفيف الراء): وادي رهاط يقال له غران، ورهاط قريه تطيف بجبل شمنصير، بقرب مكة، على طريق المدينة، وأنشد:
وبقرب هذا الوادي الحديبية، وهي قريه ليست بالكبيرة، وهذه المواضع لبني سعد وبني مسروح، وهم الذين نشأ فيهم رسول الله صلّى الله عليه وسلّم وقال ابن إسحاق في غزوه الرجيع: فسلك رسول الله صلّى الله عليه وسلّم على غراب جبل بناحيه المدينة، على طريقه إلى الشام، ثمّ على مخيض، ثمّ على البتراء، ثمّ صفق ذات اليسار، ثمّ خرج على يين، ثمّ على صخيرات اليمامة، ثمّ استقام به الطريق على المحجة، ثمّ طريق مكة، ثمّ استبطن السيالة، فأغذ السير سريعاً، حتى نزل على غران، وهي منازل بني لحيان، وغران واد بين أمج وعسفان إلى بلد يقال له سايه.
قال یاقوت الحموی
بضم أوله، وتخفيف ثانيه، كذا ضبطه أبو منصور وجعل نونه أصليه مثل غراب، وما أراه إلا علما مرتجلا، وقال: هو اسم موضع بتهامه، وأنشد: 
وقال كثير عزّه يصف سحابا
قال ابن السكيتغران واد ضخم بالحجاز بين ساية ومكة، وقال عرّام بن الأصبغ: وادي رهاط يقال له غران، وقد ذكر رهاط في موضعه، وأنشد:
قال: وفي غربيه قريه يقال لها الحديبية، وقال الفضل بن العباس بن عتبه بن أبي لهب من خط ابن اليزيدي:
قال ابن إسحاق في غزاه الرجيع
فسلك رسول الله، صلّى الله عليه وسلّم، على غراب جبل بناحيه المدينة على طريقه إلى الشام ثم على مخيض ثم على البتراء ثم صفق ذات اليسار ثم خرج على يين ثم على صخيرات اليمامه ثم استقام به الطريق على المحجّه من طريق مكة ثم استبطن السّياله فأغذّ السير سريعا حتى نزل على غران وهي منازل بني لحيان، وغران: واد بين أمج وعسفان إلى بلد يقال له سايه، قال الكلبي: ولما تفرقت قضاعه عن مأرب بعد تفرّق الأزد انصرفت ضبيعه بن حرام بن جعل بن عمرو بن جشم بن ودم بن ذبيان بن هميم بن ذهل بن هنى بن بليّ في أهله وولده في جماعه من قومه فنزلت أمج وغران، وهما واديان يأخذان من حرّه بني سليم ويفرغان في البحر، فجاءهم سيل وهم نيام فذهب بأكثرهم وارتحل من بقي منهم فنزل حول المدينة.
قال عبد المومن البغدادی
بضم أوله: اسم موضع بتهامة. و قيل: واد ضخم بالحجاز، وفي غربيه قرية يقال لها: الحديبية. و غران: منازل بنى لحيان بين أمج و عسفان.
قال عبد المومن البغدادی ایضاً
بفتح أوله، وتشديد ثانيه: اسم موضع في شعر مزاحم العقيلى .
قال السمهودی
غران (بالضم والتخفيف)، اسم وادي الأزرق، خلف أمج بميل، كما سبق إليه. وقال المجد: هو علم مرتجل لوادي ضخم وراء وادي ساية، ويقال له أيضا: رهاط. قاب ابن إسحاق: غران واد بين نخل وعسفان إلى بلد يقال له ساية، وغران: منازل بني لحيان، وسبق في رهاط عن صاحب المسالك والممالك عدّه في توابع المدينة ومخاليفها.
قال البلادي الحربی
- غران (على وزن غرابٍ): جاء في ذكر غزاة بني لحيان، قال ابن إسحاق: بعد النّصّ الّذي أوردناه في «غرابٍ» : فأغذّ السّير سريعًا حتّى نزل على غران، وهي منازل بني لحيان، وغران، وادٍ بين أمج وعسفان، إلى بلدٍ يقال له ساية.
- غران: وادٍ فحل، وهو كما حدّد في هذا النّصّ بين أمج وعسفان، وأمج يعرف اليوم بخليص، وقد ذكر عسفان. والطّريق من مكّة إلى المدينة يهبط إلى غران على (87) كيلًا، بعد ثنيّة غزالٍ مباشرةً، وهو اليوم لقبيلة حربٍ.[6]